# Trešnjevka

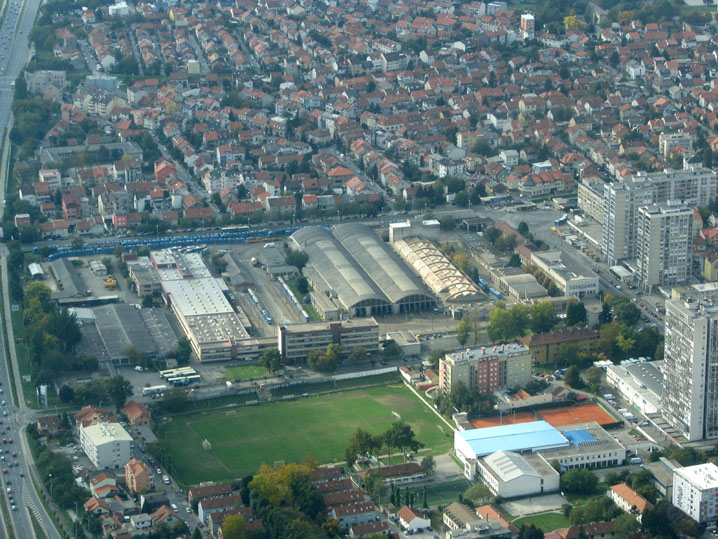
Pohled na Trešnjevku

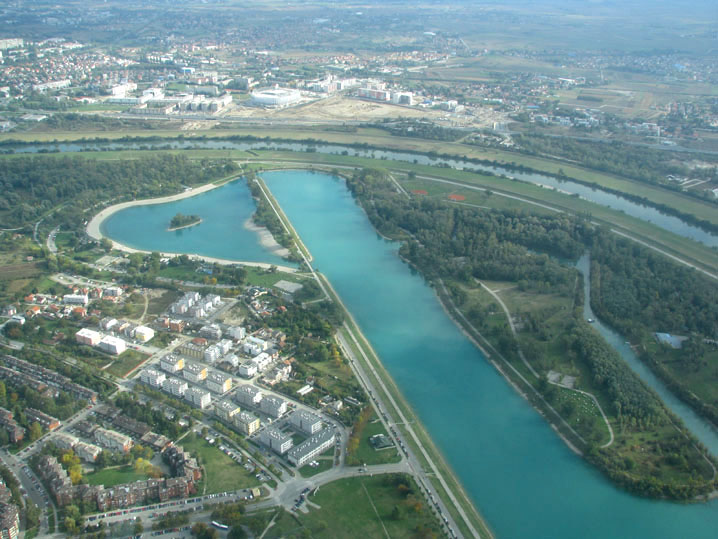
Jezero Jarun

Trešnjevka je název jihozápadní části Záhřebu v Chorvatsku. Administrativně se dělí na dvě čtvrti: Trešnjevka-sever (Trešnjevka-sjever) a Trešnjevka-jih (Trešnjevka-jug). Název Trešnjevka pochází od slova trešnja, znamenající třešeň. V roce 2011 zde žilo 122 099 obyvatel. Rozloha Trešnjevky je 15,67 km². Hustota osídlení je asi 7792 obyvatel na km².
Do teritoriální reorganizace byla celá Trešnjevka klasifikována jako opčina, která existovala mezi lety 1962–1990.

## Geografie

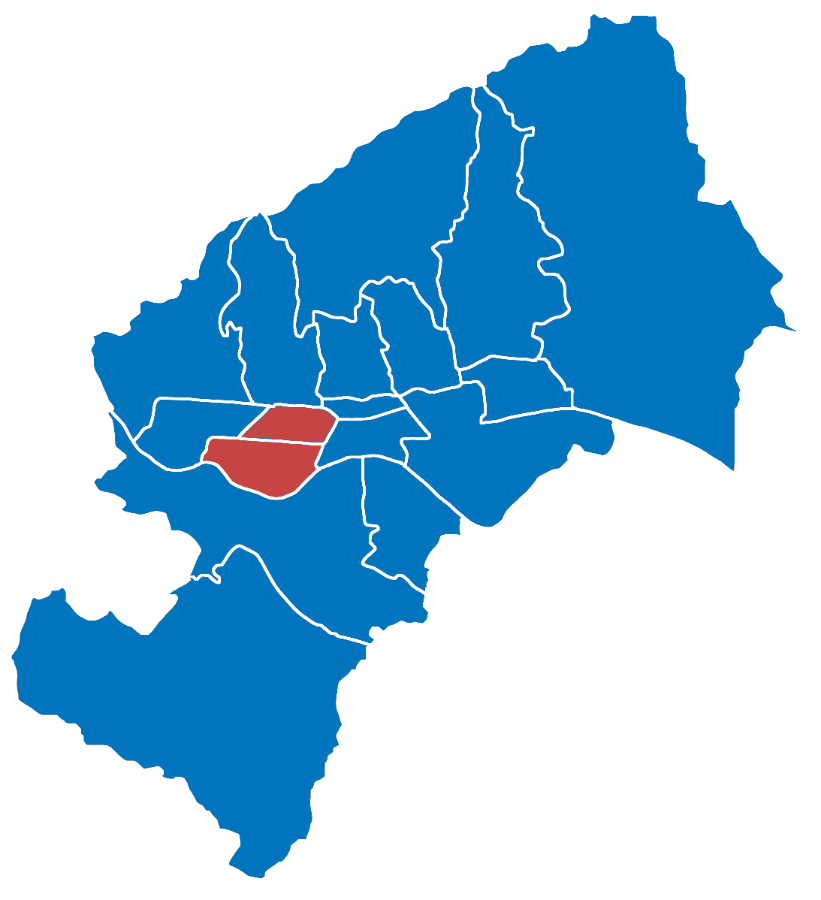
Mapa Trešnjevky v rámci Záhřebu

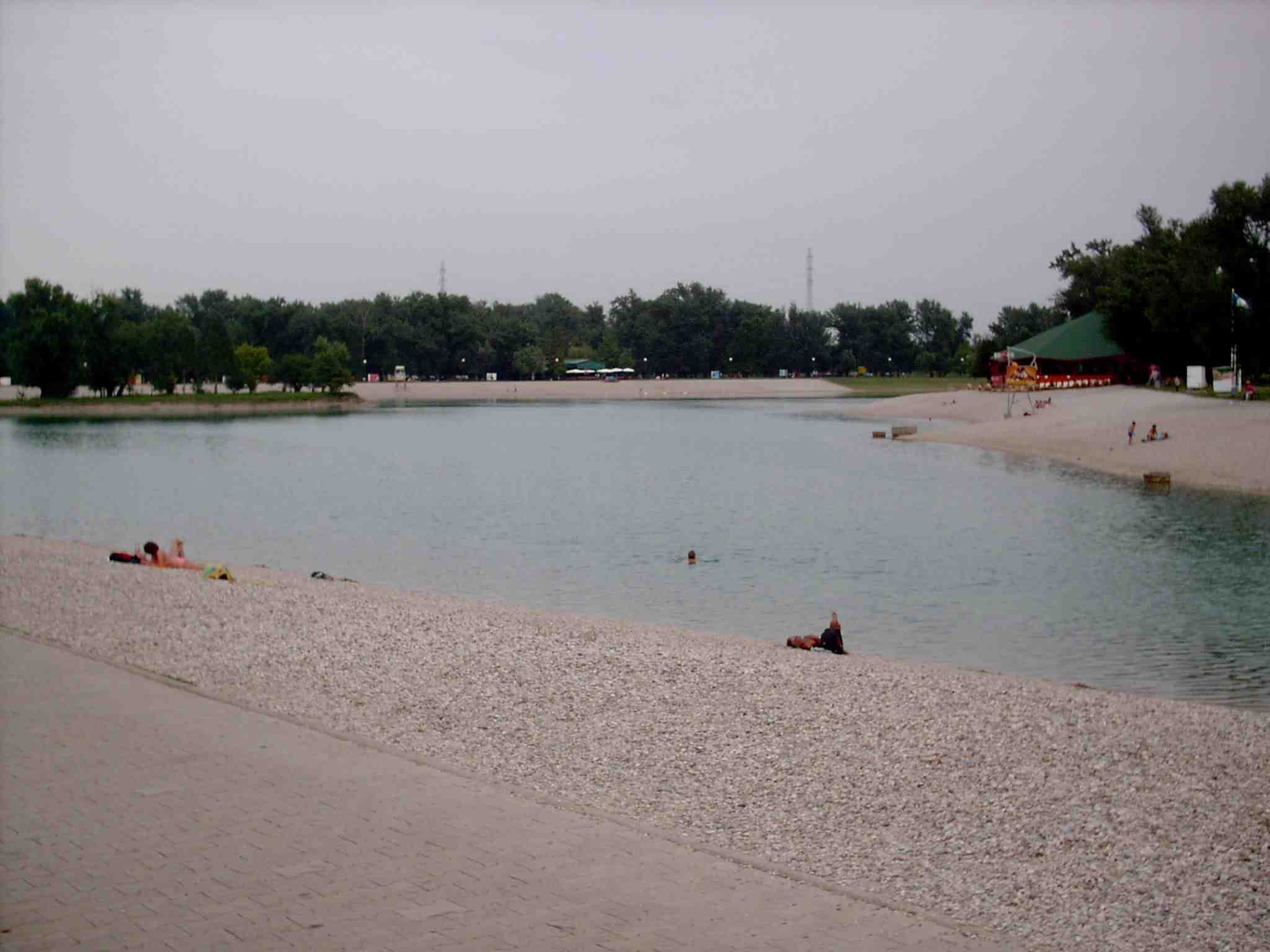
Pláže u jezera Jarun

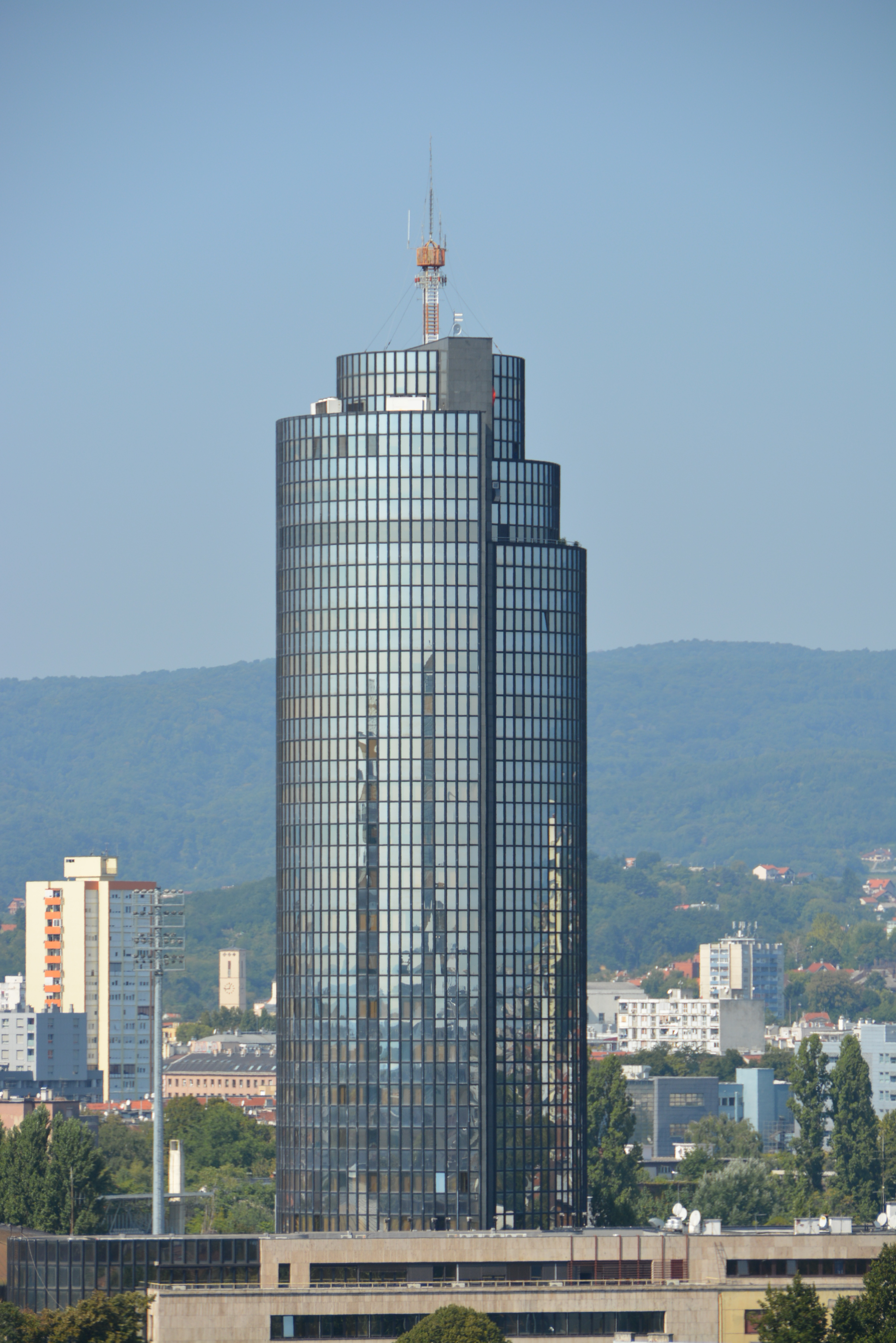
Věž Cibonin toranj v Trešnjevce

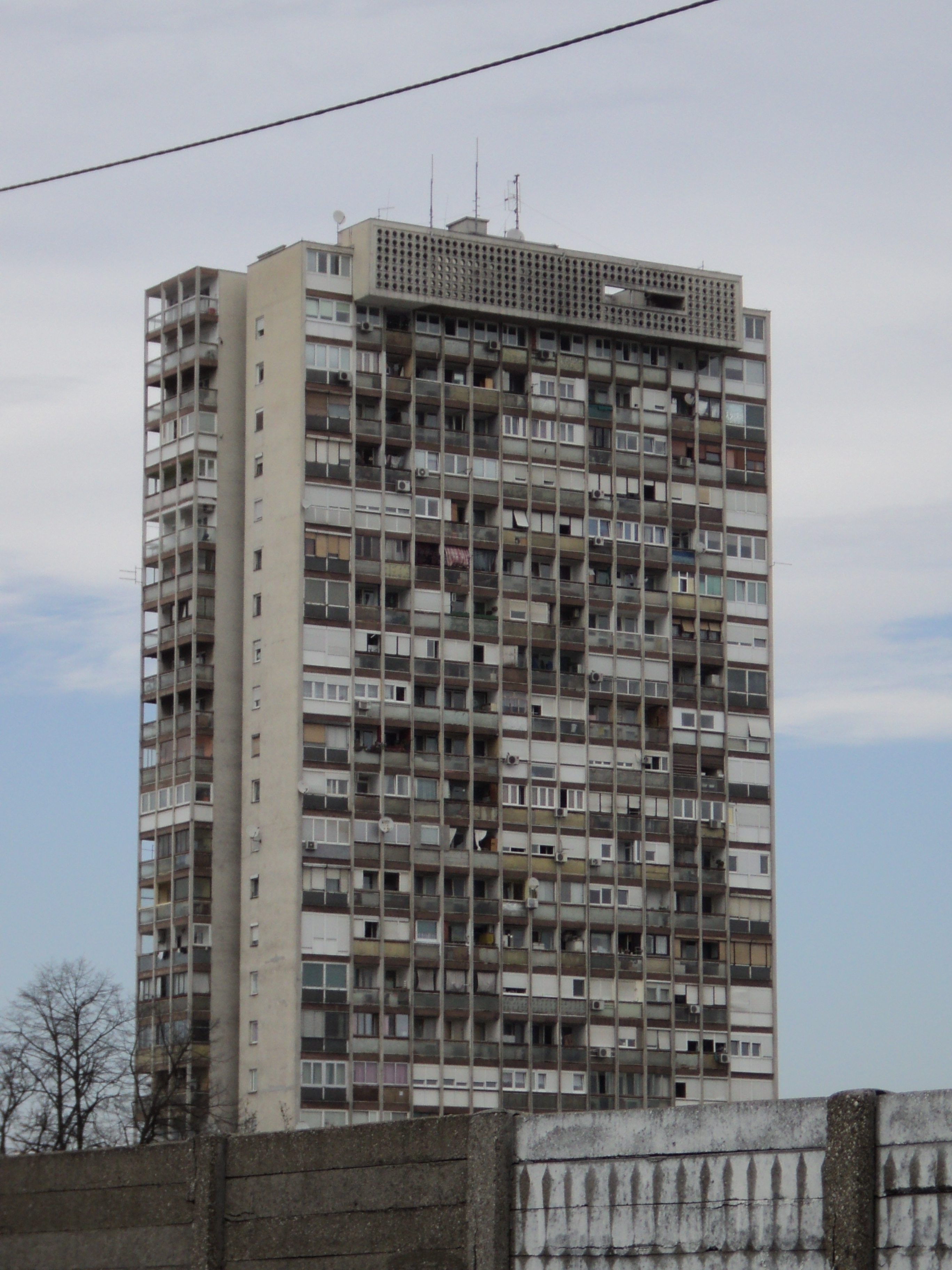
Budova Trešnjevačka ljepotica

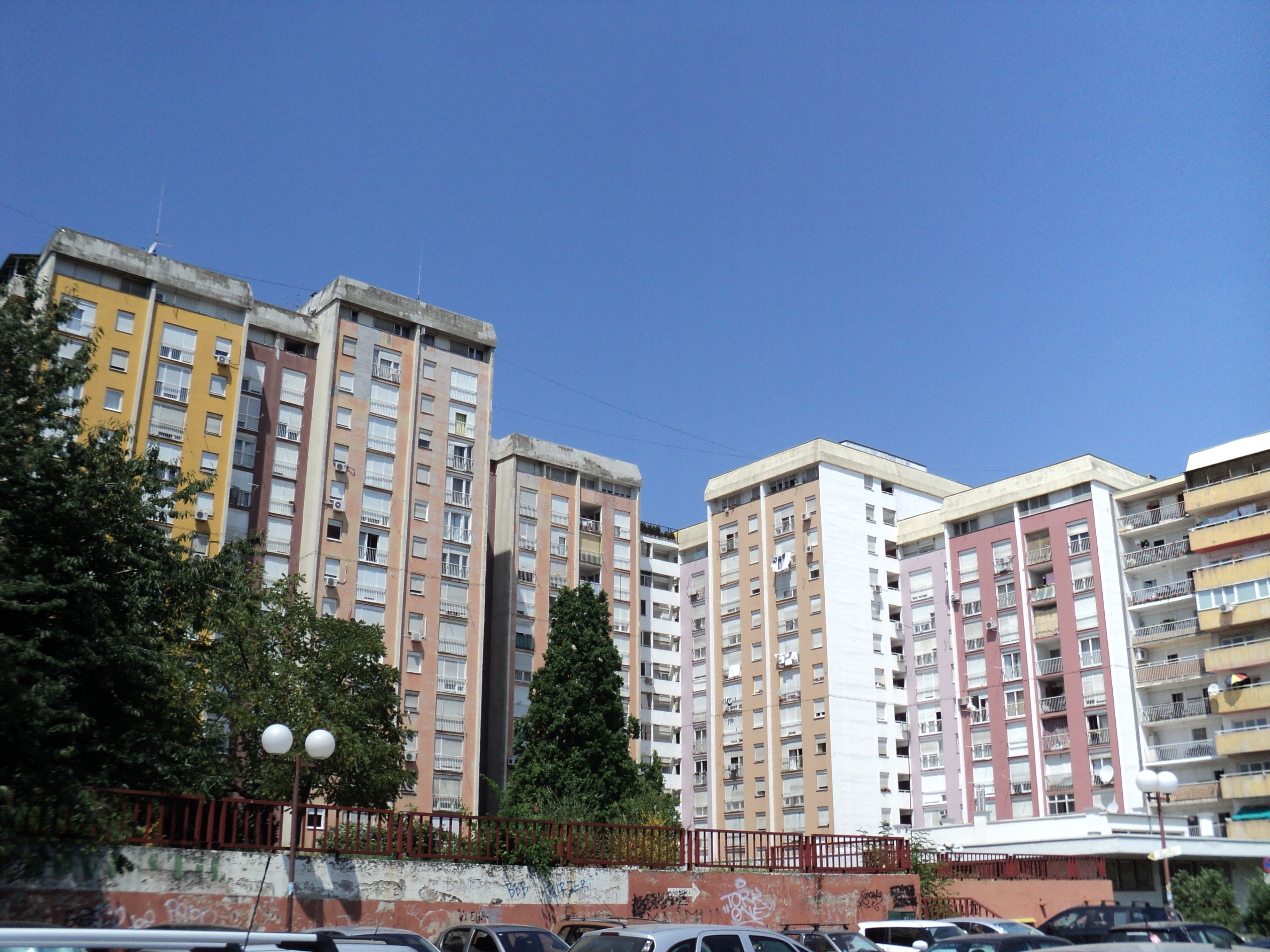
Sídliště Papagajka

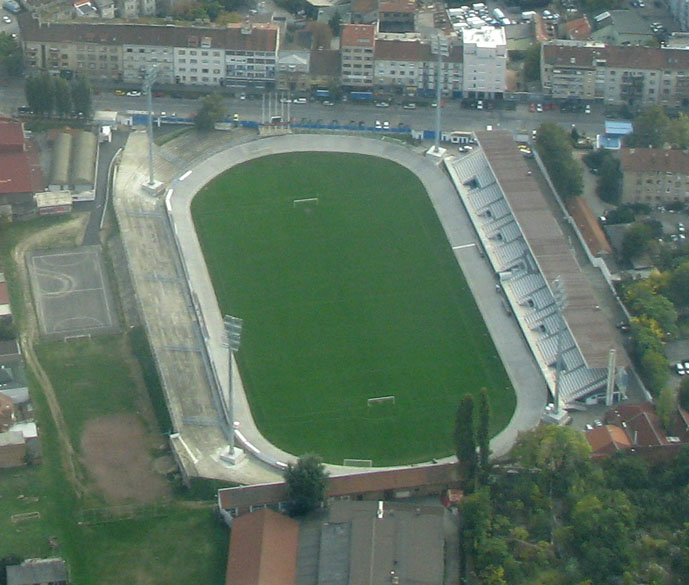
Fotbalový stadion Kranjčevića

Trešnjevka se dělí na čtrnáct částí: Gajevo, Gredice, Jarun, Kočići, Knežija, Ljubljanica, Pongračevo, Prečko, Rudeš, Srednjaci, Staglišće, Stara Trešnjevka, Voltino a Vrbani. Na severozápadě Trešnjevka sousedí se čtvrtí Donji Grad, na východě se čtvrtí Trnje, na jihu s Novým Záhřebem, na západě se čtvrtí Stenjevec a na severu se čtvrtí Črnomerec.
Trešnjevkou protékají potoky Vrapčak a Črnomerec, jižně od ní protéká řeka Sáva, přes niž zde vede Jadranský most (Jadranski most) a železniční Hendrixův most (Hendrixov most). V Třešnjevce se nachází jezero Jarun, které je známé jako turistické letovisko a nachází se u něj několik restaurací, barů, nočních klubů, kaváren a pláží. Uprostřed jezera se nachází několik ostrovů, z nichž největší je Otok Hrvatske mladeži (ostrov chorvatské mládeže), na němž se každoročně koná hudební festival INmusic a nachází se zde park Solar Plexus s věží Tesla. Mezi další ostrovy patří Ljubavi, Trešnjevka, Univerzijade a Veslača. Všechny ostrovy až na Ljubavi jsou s pevninou propojeny silnicemi.

## Obyvatelstvo
V roce 2011 žilo v Trešnjevce 122 099 obyvatel, z toho 66 674 v Trešnjevce-jih a 55 425 v Trešnjevce-sever, celkem tedy Trešnjevka tvoří 15,46 % obyvatel Záhřebu. Celkem 92,63 % obyvatelstva (celkem 113 101 obyvatel) tvoří Chorvati, druhou nejpočetnější národnostní skupinou jsou Srbové, kterých zde žije 3 343 a tvoří celkem 2,74 % obyvatelstva. Dalšími početnými národnostními skupinami jsou Bosňáci, Albánci, Slovinci, Černohorci a Makedonci. Žije zde i 114 Čechů.
Nejpočetnějším náboženstvím je křesťanství, které vyznává 101 035 obyvatel, tedy 82,75 % obyvatelstva Trešnjevky. Z toho 97 301 (96,3 %) vyznává katolické křesťanství, 2 821 (2,79 %) pravoslavné křesťanství a 404 (0,4 %) protestantské křesťanství. Celkem 2 386 obyvatel Trešnjevky (1,95 % obyvatelstva) vyznává islám. Mezi minoritní náboženství též patří judaismus, který zde vyznává 26 obyvatel. Celkem 10 212 obyvatel (8,36 % obyvatelstva) se řadí mezi ateisty a 2 406 obyvatel (1,97 %) vyznává agnosticismus či skepticismus.

## Doprava
Trešnjevkou prochází župní silnice Ž1035, známá jako Zagrebačka avenija, vedená ve dvou jízdních profilech. Pomocí tzv. Selské cesty (župní silnice Ž1011), která nejprve prochází celou Trešnjevkou a poté je taktéž vedená ve dvou jízdních profilech, je Trešnjevka spojena s Jadranským mostem přes řeku Sávu a Novým Záhřebem. Rovněž důležitá silnice v jižní Trešnjevce je dvouprofilová Horvaćanska cesta.
V Trešnjevce funguje autobusová i tramvajová doprava. Východně od Trešnjevky prochází železniční trať Záhřeb–Rijeka, severně pak železniční trať Záhřeb–Lublaň. Severně od Trešnjevky se nacházejí dvě vlaková nádraží; Zagreb-Zapadni kolodvor a železniční stanice Kustošija.

## Budovy
V Trešnjevce se nachází několik významných budov, k nimž patří např. Trešnjevačka ljepotica (Trešnjevská krása), postavená architektem Slavkem Jelinkem, věž Cibonin toranj, budova Končar a sídliště Fallerovo šetalište, Nova cesta a Papagajka. Nachází se zde celkem 27 škol a deset kostelů; kostel sv. Matky Svobody, Ducha Svatého, Ježíše Krista Svatých posledních dnů, Zvěstování Páně, Přesvaté Trojice, svatého Leopolda Mandiće, svatého Marka Križina, svatého Josefa, Panny Marie Pomocnice, Evangelický letniční kostel a kaple Povýšení Svatého Kříže.

## Sport
Sídlí zde dva fotbalové kluby: NK Trešnjevka Zagreb a NK Šparta Elektra Zagreb. Nachází se zde fotbalový stadion Kranjčevića.